# Dødbringende våben 2
Dødbringende Våben 2 er en amerikansk actionfilm fra 1989. Den handler om familiemennesket Murtaugh og skydegale Riggs som er partnere ved politiet i Los Angeles. De to får mistanke til en sydafrikansk diplomat, der både sælger stoffer og er et usædvanligt dumt svin. Desværre har han også immunitet, men det tager de to betjente ikke så tungt i deres stadig mere kontante efterforskning.
Filmen er opfølger til Dødbringende våben fra 1987.

## Medvirkende
- Mel Gibson som betjent Martin Riggs
- Danny Glover som betjent Roger Murtaugh
- Joe Pesci som Leo Getz
- Joss Ackland som Arjen Rudd
- Derrick O'Connor som Pieter Vorstedt
- Patsy Kensit som Rika van den Haas
- Darlene Love som Trish Murtaugh
- Steve Kahan som Captain Ed Murphy
- Mark Rolston som Hans
- Jenette Goldstein som Detective Meagan Shapiro
- Dean Norris som Detective Tim Cavanaugh
- Nestor Serrano som Detective Eddie Estaban
- Mary Ellen Trainor som Dr. Stephanie Woods
- Kenneth Tigar som Bekker
- Pat Skipper som  Hitman
- Bruce Young som Hitman
- Traci Wolfe som Rianne Murtaugh
- Juney Smith som betjent Tom Wyler
- Jack McGee som Mickey McGee